# Mordella elegantula
Mordella elegantula es una especie de coleóptero de la familia Mordellidae.

## Distribución geográfica
Habita en Australia.